# Anna Piaggi
Anna Piaggi (Milán, 22 de marzo de 1931 - Milán, 7 de agosto de 2012) fue una escritora de moda italiana e ícono de la moda. En sus últimos años fue conocida por su cabello teñido de azul, su uso de abundante maquillaje y su estilo que combinaba la moda vintage y contemporánea.
Anna Piaggi trabajó primero como traductora para la prestigiosa editorial italiana Mondadori, luego escribió para revistas de moda como la edición italiana de Vogue y en la década de 1980, la revista de vanguardia Vanity. A partir de 1988 publicó a doble página en Vogue, dando un toque artístico con libertad de expresión en el montaje de imágenes y texto, con diseño de Luca Stoppini. Desde 1969, utilizó una máquina de escribir manual Olivetti de color rojo brillante, Valentina, para su trabajo.
Piaggi tenía una gran colección de ropa, incluyendo 2.865 vestidos y 265 pares de zapatos, de acuerdo con una exposición de 2006 en el Victoria and Albert Museum en Londres. Se vestía de una manera exuberante, ecléctica y única, nunca aparecía con el mismo atuendo más de una vez en público. Tal era su conocimiento y su influencia en el mundo de la moda, que Manolo Blahnik la apodó "La gran autoridad de la última moda en vestidos del mundo".
Sus socios en el mundo de la moda incluyen al diseñador de moda Karl Lagerfeld (desde la década de 1970), que esbozaba a menudo para ella, y Manolo Blahnik, que es el diseñador de muchos de sus zapatos. Fue la musa del modista británico, Stephen Jones. También fue admiradora de la diseñadora de ropa británica, Vivienne Westwood y la realizadora de sus sombreros, Prudence Millinery. Vivió en Nueva York y visitaba Londres e Italia periódicamente desde la década de 1950.
Piaggi se casó con el fotógrafo Alfa Castaldi en 1962 en Nueva York. Su esposo murió en 1995.
Anna Piaggi murió en Milán a la edad de 81 años el 7 de agosto de 2012.